# Coppa Italia Dilettanti 2012-2013
La Coppa Italia Dilettanti 2012-13 è un trofeo di calcio il cui vincitore accede direttamente alla Serie D. Nel caso in cui sia già stata promossa in D per la posizione in classifica nel suo campionato, accede alla Serie D la finalista perdente. Se anch'essa è stata già promossa in D, sarà promossa la migliore delle semifinaliste, e se anche la migliore semifinalista è già promossa, ha diritto alla Serie D l'altra semifinalista, e così via. Le squadre partecipanti sono le vincitrici delle fasi regionali dei campionati di Eccellenza e Promozione.

## Squadre partecipanti
| Regione                  | Squadra                | Città (provincia)            |
| ------------------------ | ---------------------- | ---------------------------- |
| Piemonte e Valle d'Aosta | Pro Settimo & Eureka   | Settimo Torinese (TO)        |
| Liguria                  | Fezzanese              | Fezzano (SP)                 |
| Lombardia                | Inveruno               | Inveruno (MI)                |
| Trentino-Alto Adige      | Comano Terme Fiavè     | Comano Terme (TN)            |
| Veneto                   | Union Ripa La Fenadora | Seren del Grappa (BL)        |
| Friuli-Venezia Giulia    | San Daniele            | San Daniele del Friuli (UD)  |
| Emilia-Romagna           | Rolo                   | Rolo (RE)                    |
| Toscana                  | San Donato Tavarnelle  | Tavarnelle Val di Pesa (FI)  |
| Umbria                   | Vis Torgianese 1928    | Torgiano (PG)                |
| Marche                   | Fermana                | Fermo                        |
| Lazio                    | Colleferro             | Colleferro (RM)              |
| Abruzzo                  | Casalincontrada        | Casalincontrada (CH)         |
| Molise                   | Turris Santa Croce     | Santa Croce di Magliano (CB) |
| Campania                 | Stasia                 | Sant'Anastasia (NA)          |
| Puglia                   | Audace Cerignola       | Cerignola (FG)               |
| Basilicata               | Pol. Viggiano          | Viggiano (PZ)                |
| Calabria                 | Roccella               | Roccella Ionica (RC)         |
| Sicilia                  | Tiger Brolo            | Brolo (ME)                   |
| Sardegna                 | Muravera               | Muravera (CA)                |

### Le finali regionali
| Regione                  | Vincitrice             | Finalista               | Risultato           | Partecipanti                                                                      |
| ------------------------ | ---------------------- | ----------------------- | ------------------- | --------------------------------------------------------------------------------- |
| Piemonte e Valle d'Aosta | Pro Settimo & Eureka   | Città di Baveno         | 1 - 0               | 32 di Eccellenza                                                                  |
| Liguria                  | Fezzanese              | Finale                  | 1 - 0 dts           | 48 (16 di Eccellenza e 32 di Promozione)                                          |
| Lombardia                | Inveruno               | Ciserano                | 2 - 1               | le 54 di Eccellenza                                                               |
| Trentino-Alto Adige      | Comano Terme Fiavè     | Brixen                  | 1 - 1 dts (4-2 dcr) | 48 (16 di Eccellenza e 32 di Promozione)                                          |
| Veneto                   | Union Ripa La Fenadora | Team S.Lucia Golosine   | 2 - 1               | le 32 di Eccellenza                                                               |
| Friuli-Venezia Giulia    | San Daniele            | Rivignano               | 2 - 1               | 48 (16 di Eccellenza e 32 di Promozione)                                          |
| Emilia-Romagna           | Rolo                   | Cattolica               | 2 - 2 dts (6-5 dcr) | le 36 di Eccellenza                                                               |
| Toscana                  | San Donato Tavarnelle  | Baldaccio Bruni         | 0 - 0 dts (5-4 dcr) | le 32 di Eccellenza                                                               |
| Umbria                   | Vis Torgiano           | Tiberis Montecorona     | 2 - 1               | le 16 di Eccellenza                                                               |
| Marche                   | Fermana                | Matelica                | 1 - 0 dts           | le 16 di Eccellenza                                                               |
| Lazio                    | Colleferro             | Atletico Boville Ernica | 2 - 0 dts           | le 36 di Eccellenza                                                               |
| Abruzzo                  | Casalincontrada        | Sulmona                 | 0 - 0 dts (5-4 dcr) | le 18 di Eccellenza                                                               |
| Molise                   | Turris Santa Croce     | Fornelli                | 2 - 1 dts           | 32 (16 di Eccellenza e 16 di Promozione)                                          |
| Campania                 | Stasia                 | Mari                    | 0 - 0 dts (3-0 dcr) | 95 (32 di Eccellenza e 63 di Promozione)                                          |
| Puglia                   | Audace Cerignola       | Pro Italia Galatina     | 2 - 1               | le 16 di Eccellenza                                                               |
| Basilicata               | Viggiano               | GR Valdiano             | 2 - 1               | 31 (16 di Eccellenza e 15 di Promozione)                                          |
| Calabria                 | Roccella               | Rende                   | 1 - 0               | 48 (16 di Eccellenza e 32 di Promozione)                                          |
| Sicilia                  | Tiger Brolo            | Kamarat                 | 2 - 1               | le 32 di Eccellenza                                                               |
| Sardegna                 | Muravera               | Olbia                   | 2 - 0               | le 16 di Eccellenza                                                               |
| Totale                   | 19 club ammessi        | -                       | -                   | 686 club partecipanti alle fasi regionali (464 di Eccellenza e 222 di Promozione) |

## Fase eliminatoria a gironi
Le 19 squadre partecipanti al primo turno sono state divise in 8 gironi:
- I gironi A, B e G sono composti da 3 squadre con gare di sola andata;
- I gironi C, D, E, F e H sono composti da 2 squadre con gare di andata e ritorno.

I gironi sono stati sorteggiati come segue:

### Girone A
| Squadra                 | P.ti | G | V | N | P | GF | GS | DR |
| ----------------------- | ---- | - | - | - | - | -- | -- | -- |
| 1. Pro Settimo e Eureka | 6    | 2 | 2 | 0 | 0 | 3  | 1  | +2 |
| 2. Inveruno             | 3    | 2 | 1 | 0 | 1 | 2  | 2  | 0  |
| 3. Fezzanese            | 0    | 2 | 0 | 0 | 2 | 2  | 4  | -2 |

| 20 febbraio 2013, ore 14:30 | Pro Settimo e Eureka | 2 – 1 | Fezzanese |  |

| 27 febbraio 2013, ore 14:30 | Fezzanese | 1 – 2 | Inveruno |  |

| 6 marzo 2013, ore 14:30 | Inveruno | 0 – 1 | Pro Settimo e Eureka |  |

### Girone B
| Squadra                | P.ti | G | V | N | P | GF | GS | DR |
| ---------------------- | ---- | - | - | - | - | -- | -- | -- |
| 1. San Daniele         | 4    | 2 | 1 | 1 | 0 | 7  | 3  | +4 |
| 2. U. Ripa La Fenadora | 3    | 2 | 1 | 0 | 1 | 2  | 5  | -3 |
| 3. Comano Terme Fiavè  | 1    | 2 | 0 | 1 | 1 | 2  | 3  | -1 |

| 20 febbraio 2013, ore 15:00 | Comano Terme Fiavè | 0 – 1 | U. Ripa La Fenadora |  |

| 27 febbraio 2013, ore 15:00 | San Daniele | 2 – 2 | Comano Terme Fiavè |  |

| 6 marzo 2013, ore 15:00 | U. Ripa La Fenadora | 1 – 5 | San Daniele |  |

### Girone C
| 20 febbraio 2013, ore 14:30 | Rolo | 0 – 0 | San Donato Tavarnelle |  |

| 27 febbraio 2013, ore 14:30 | San Donato Tavarnelle | 2 – 0 | Rolo |  |

### Girone D
| 20 febbraio 2013, ore 14:30 | Fermana | 2 – 0 | Vis Torgianese 1928 |  |

| 27 febbraio 2013 | Vis Torgianese 1928 | 0 – 2 | Fermana |  |

### Girone E
| 20 febbraio 2013, ore 14:30 | Colleferro | 3 – 0 | Muravera |  |

| 27 febbraio 2013, ore 14:30                  | Muravera             | 3 – 0 (d.t.s.) | Colleferro |  |
| \| \| \| \| \| \| Tiri di rigore 4 – 2 \| \| |                      |                |            |  |
|                                              |                      |                |            |  |
|                                              | Tiri di rigore 4 – 2 |                |            |  |

### Girone F
| 20 febbraio 2013, ore 14:30 | Casalincontrada | 0 – 1 | Turris Santa Croce |  |

| 27 febbraio 2013, ore 14:30 | Turris Santa Croce | 0 – 2 | Casalincontrada |  |

### Girone G
| Squadra             | P.ti | G | V | N | P | GF | GS | DR |
| ------------------- | ---- | - | - | - | - | -- | -- | -- |
| 1. Audace Cerignola | 4    | 2 | 1 | 1 | 0 | 3  | 0  | +3 |
| 2. Pol. Viggiano    | 3    | 2 | 1 | 0 | 1 | 3  | 5  | -2 |
| 3. Stasia           | 1    | 2 | 0 | 1 | 1 | 2  | 3  | -1 |

| 20 febbraio 2013, ore 14:30 | Pol. Viggiano | 3 – 2 | Stasia Soccer |  |

| 27 febbraio 2013, ore 14:30 | Stasia Soccer | 0 – 0 | Audace Cerignola |  |

| 6 marzo 2013, ore 14:30 | Audace Cerignola | 3 – 0 | Pol.Viggiano |  |

### Girone H
| 20 febbraio 2013, ore 14:30 | Tiger Brolo | 3 – 0 | Roccella |  |

| 27 febbraio 2013, ore 14:30 | Roccella | 1 – 2 | Tiger Brolo |  |

## Fase a eliminazione

### Quarti di finale
- Le gare di andata sono state giocate giorno 13 marzo e 20 marzo 2013 alle ore 14.30.
- Le gare di ritorno sono state giocate giorno 20 marzo e 3 aprile 2013 alle ore 14.30 e alle ore 15.00.

| Squadra 1             | Totale | Squadra 2            | Andata | Ritorno |
| --------------------- | ------ | -------------------- | ------ | ------- |
| San Daniele           | 2 - 5  | Pro Settimo & Eureka | 1 - 2  | 1 - 3   |
| San Donato Tavarnelle | 1 - 5  | Fermana              | 1 - 2  | 0 - 3   |
| Muravera              | 0 - 3  | Casalincontrada      | 0 - 1  | 0 - 2   |
| Audace Cerignola      | 2 - 1  | Tiger Brolo          | 2 - 1  | 0 - 0   |

### Semifinali
- Le gare di andata sono state giocate il 10 aprile 2013 alle ore 15.00.
- Le gare di ritorno sono state giocate il 17 aprile 2013 alle ore 15.00.

| Squadra 1       | Totale | Squadra 2            | Andata | Ritorno |
| --------------- | ------ | -------------------- | ------ | ------- |
| Fermana         | 2 - 1  | Pro Settimo & Eureka | 2 - 1  | 0 - 0   |
| Casalincontrada | 1 - 4  | Audace Cerignola     | 0 - 1  | 1 - 3   |

### Finale
| Squadra 1 | Risultato | Squadra 2        |
| --------- | --------- | ---------------- |
| Fermana   | 1 - 0     | Audace Cerignola |

| Arbitro: | Vigile (Cosenza) |

| |            | |
| Mangiola 90+4’ | Marcatori  | |
| · Chessari · Tartabini · (58' Gentile) Marcatili · Daniele Vitali · Cudini · De Rosa · (46' Pirro) Mattia Fabiani · Lorenzo Rossi · Attadia · Marcos Bolzan · Simone Mangiola | Formazioni | Vurchio Corcelli Colucci Riontino Francesco Matera Colangione Auciello De Santis Caggianelli Zotti Lasalandra (53' Piscopo) |
| Gianluca De Angelis | Allenatori | Massimo Pizzulli |